# Онищенко, Владимир Андреевич
Владимир Андреевич Онищенко (укр. Володимир Андрійович Онищенко; род. 23 января 1960, Сталино) — советский, украинский кинорежиссёр, сценарист.

## Биография
В 1986 году окончил кинорежиссёрский факультет Киевского государственного института театрального искусства им. И. К. Карпенко-Карого. С 1986 года — режиссёр-постановщик киностудии им. А. Довженко.
В 1991—1993 гг. на первом и втором национальных телеканалах Украины вёл программу «Стоп», был автором и режиссёром-постановщиком этой программы, а также тележурналов «Стоп-ТОКИНГ» и «Народный календарь»).
Член Союза кинематографистов Украины с 1996 г.
В 1996—1998 гг. также работал начальником отдела рекламы, информации и пропаганды кино Главного управления кинематографии Министерства культуры и искусств Украины. В 1999—2003 гг. преподавал режиссёрское мастерство в Киевском государственном институте театрального искусства им. И. К. Карпенко-Карого.
В 2000 г. режиссировал программу «Тайные истории» на телеканале «Интер» (5 выпусков).

## Творчество

### Работы в кинематографе
Киностудия им. А. Довженко
- 1985 Женихи — (роль)
- 1986 «Мусорный ветер» (экранизация рассказа А. Платонова; 4 части, короткометражный) — автор сценария, режиссёр-постановщик. Гран-при МКФ «Пролог» (Киев, 1986), приз МКФ «Молодость» — «За творческий поиск» (Киев, 1986), призёр МКФ «Золотое яблоко» (Турция, 1996).
- 1991 «Капитан Крокус и тайна маленьких заговорщиков» (экранизация повести-сказки Ф. Кнорре, 7 частей)[1] — автор сценария, режиссёр-постановщик. Призёр МКФ Детского кино в Багдаде (Ирак, 1990).
- 1995 «Объект „Джей“» (10 частей)[2] — автор сценария, режиссёр-постановщик. Приз Зрительских симпатий МКФ «Улыбнись, Россия» (Краснодар, 1997), Гран-При МКФ «Свет» (Луганск, 1996).
- 1995 «JFK» (3 части, короткометражный; режиссёр-постановщик К. Кошка) — соавтор литературного сценария.
- 2003 «Панна» (2 части, киноальманах «Любовь, это…», режиссёр-постановщик К. Шафоренко) — автор сценария.
- 2017 "Предатель, который спас Мир" - режиссер-постановщик

Студия Народного руха Украины
- 2006 «Той, хто пробудив Кам’яну Державу» (2 серии, 94 мин.) — автор сценария, режиссёр-постановщик[3].

### Работы на телевидении
студия «Укртелефильм»
- 1988 «Дорога через руины» (экранизация прозы М. Шевченко, 8 частей) — автор сценария, режиссёр-постановщик
- 2005—2006 «Запороги» (10 серий, 520 мин.)[4] — автор сценария, режиссёр-постановщик.

Первый национальный телеканал
- 2001—2002 — «Будем жить!» (телевизионный альманах, 20 мин., 7 выпусков) — автор сценария, режиссёр-постановщик.
- 2003 «Дипломатический агент» (видеофильм, 45 мин.)[5] — автор сценария и режиссёр.

Телеканал «1+1»
- 2009 «Только любовь» (100 серий) — режиссёр-постановщик.
- 2010—2012 сериал «Семейные мелодрамы»: «Я больше не буду плакать» (45 мин.), «Пропала мама» (45 мин.), «Алименты для отца» (45 мин.), «Кто его „заказал“?» (45 мин.), «Ради красивой жизни» (45 мин.), «Жених в провинции» (42 мин.), «Первая любовь» (42 мин.) — режиссёр-постановщик.

Телеканал «СТБ»
- 2010—2011 сериал «Чужие ошибки»: «Влюблённый „Шумахер“» (50 мин.), «Карты, деньги, три сестры» (45 мин.), «Смертельный диагноз» (62 мин.), «Бомба для нарколога» (56 мин.), «Проклятие золушки» (55 мин.), «Охота на ведьм» (45 мин.), «Репортаж с петлей на шее» (2 серии, 90 мин.), «Убийство на карнавале»" (50 мин.), «Удар в сердце» (50 мин.) — режиссёр-постановщик.

Телеканал «НТВ»
- 2012—2013 «Возвращение Мухтара-2» (8-й сезон; производство студии «Про-ТВ»), серии: «Ключ к разгадке», «Неженское дело», «Грабеж с ветерком», «Мнительность», «Преступная забота», «Номера», «Поджигатель», «Новый тайник» — режиссёр-постановщик.

- 2007 «Покладатися тільки на себе» (54 мин.) — автор сценария, режиссёр-постановщик.

### Сценарии
- Птицы, или Новые сведения о человеке (драма, 12 частей)
- ГСВГ (драма, 7 частей)
- Вы уже были моею, а я и теперь ещё ваш (драма, 9 частей)
- След собаки Эрнста Барлаха (детектив, 4 серии)
- И вся моя жизнь (драма, 4 серии)
- Поедем со мной в Одессу, а, Витёк? (драма, «Лучший сценарий года», 1997, Украина)
- Народная драма XIX века (драма, 9 частей)
- И жили они долго, и счастливо (драма, 12 частей)
- Шахта (драма, 9 частей)
- Объект «Оранта» (комедия, 10 частей)
- Меловая скала (драма, 9 частей)
- Ольга. Создание (драма, 10 частей)
- Про Життя славетного отамана Війська Запорозького Івана Сірка (історична драма)
- Заколдованный взвод (драма, 12 частей)
- Медаль «За отвагу» (драма, 4 серии)
- Безымянный (драма, 4 серии)
- Бог из машины, или Русская партия (исторический детектив, 14 частей)
- Три Гостиницы (историческая драма, 14 частей)
- Удивительные приключения в Военном Лицее (историко-приключенческий, 4 серии)
- Мост маршала Рокоссовского (детектив, 2 серии, 104 мин.)
- Фальшивый «Франклин» (детектив, 2 серии, 104 мин.)
- Мамаев курган (драма, 5 серий, 260 мин.)
- Зачарована Десна (драма, 9 частей)

## Награды
Высший почётный знак «За заслуги перед украинским народом» II степени.